# VAG ATM-motor
VAG ATM motoren er en version af VAG-koncernens otteventilede 2,0 motor, som er specielt beregnet til montering i VW Sharan og Seat Alhambra.